# Luíza Curvo
Luiza Tuche de Almeida (Rio de Janeiro, 3 de junho de 1985), conhecida por seu nome artístico Luiza Curvo, é uma atriz e artista plástica brasileira. Filha do nutrólogo João Curvo e da dermatologista Lucia Tuche.

## Carreira
Luíza começou na televisão em 1993, aos oito anos de idade, na telenovela Sonho Meu, de Lauro César Muniz. Atuou em mais de vinte séries e novelas na Rede Globo e na Rede Record. De 1993 a 2004, trabalhou como atriz na Rede Globo, atuando em novelas como Chocolate com Pimenta, Sabor da Paixão, Porto dos Milagres, Era uma vez..., O Amor Está no Ar e Cara e Coroa e séries como Malhação e Engraçadinha... Seus Amores e Seus Pecados.
Na Rede Record, entre 2006 e 2014, participou de Conselho Tutelar, O Amor Custa Caro, Chamas da Vida, Sansão e Dalila, Luz do Sol, Cidadão Brasileiro entre outras.
No teatro trabalhou como atriz em montagens como Closer, de Patrick Marber, Peças de Mobília, de Newton Moreno, Cenas de uma Execução, de Howard Baker, O Terceiro Sinal, de Otavio Frias Filho, Vox, de Beatriz Carolina Gonsalves, Quero Morrer Com Meu Próprio Veneno, de Ana Carolina, entre outras.  No cinema participou de diversos curtas e dos longas Bellini e o Demônio, Ouro Negro - A Saga do Petróleo Brasileir e Uma Mulher. 
Desde 2013 desenvolve trabalhos em Artes Plásticas.  Como cenógrafa, assinou as peças teatrais O Corte, de Mark Ravenhill, O Quarto Estado da Água, de Bia Szvat, Enquanto as Crianças Dormem, de Dan Rosseto e Vox de Beatriz Carolina Gonçalves na qual também assinou o figurino.

## Biografia
Luiza é formada em Cinema pela Universidade Estácio de Sá, e pós graduada em Cenografia e Figurino pela Faculdade de Belas Artes. Ainda estudou Construção Dramática, na Escuela Internacional de Cine y TV, em Cuba. Também cursou Direção Teatral na Universidade Federal do Rio de Janeiro.

## Filmografia

### Televisão
| Ano     | Título                                   | Papel                                         | Notas                                        |
| ------- | ---------------------------------------- | --------------------------------------------- | -------------------------------------------- |
| 1993    | Sonho Meu                                | Ana (Aninha)                                  |                                              |
| 1995    | Quatro por Quatro                        | Renata                                        | Episódios: "16 de janeiro–15 de abril"       |
| 1995    | Engraçadinha: Seus Amores e Seus Pecados | Letícia (criança)                             | Fase 1                                       |
| 1995    | Cara e Coroa                             | Isabel Brandão Alcântara Prates (Belinha)     |                                              |
| 1996    | Você Decide                              |                                               | Episódio: "Dilema de Amor"                   |
| 1996    | Malhação                                 | Jade Margaret Shue                            | Temporada 2                                  |
| 1997    | O Amor Está no Ar                        | Tatiana Guimarães Ribeiro                     |                                              |
| 1998    | Corpo Dourado                            | Clara (criança)                               | Participação                                 |
| 1998    | Era uma Vez...                           | Maria da Glória Kleiner Giunquetti (Glorinha) |                                              |
| 1999    | Você Decide                              | Maria da Silva Alves                          | Episódio: "Numa Sexta-Feira 13: Parte 1"     |
| 1999    | Você Decide                              | Maria da Silva Alves                          | Episódio: "Numa Sexta-Feira 13: Parte 2"     |
| 2000    | Você Decide                              | Silvinha                                      | Episódio: "A Dama Proibida"                  |
| 2001    | Porto dos Milagres                       | Cecília Palmeirão                             | Fase 1                                       |
| 2001    | A Turma do Didi                          | Maria                                         | Episódio: "Tem Ladrão na Fazenda"            |
| 2002    | Desejos de Mulher                        | Juliette de Gog                               | Participação                                 |
| 2002    | Sabor da Paixão                          | Kátia Reis                                    |                                              |
| 2003    | Sitio do Picapau Amarelo                 | Viviana                                       | Episódio: "A Lenda do Rei Arthur"            |
| 2003    | Chocolate com Pimenta                    | Cássia Gonçalves Lima                         |                                              |
| 2004    | Sitcom.br                                | Patrícia                                      | Episódio: "Coisinha do Papai"                |
| 2005    | Retrato Falado                           | Giovanna                                      | Quadro do Fantástico                         |
| 2006    | Cidadão Brasileiro                       | Lívia Pereira                                 |                                              |
| 2007    | Luz do Sol                               | Priscila Marins                               |                                              |
| 2008    | Chamas da Vida                           | Michele Cavalcanti Gomes                      |                                              |
| 2011    | Sansão e Dalila                          | Myra                                          |                                              |
| 2012    | Máscaras                                 | Laís Neves                                    |                                              |
| 2014    | Milagres de Jesus                        | Jéssica                                       | Episódio: "A Ressurreição do Filho da Viúva" |
| 2014    | Amor Custa Caro                          | Raquel                                        | Especial de fim de ano                       |
| 2014–18 | Conselho Tutelar                         | Rosângela                                     | Temporadas 1–3                               |

### Cinema
| Ano  | Título                                     | Papel               | Notas          |
| ---- | ------------------------------------------ | ------------------- | -------------- |
| 2002 | Avassaladoras                              | Priscila            |                |
| 2002 | I Love You                                 |                     | Curta-metragem |
| 2003 | Vivendo Shakeaspeare                       |                     | Curta-metragem |
| 2003 | Dia do Amante                              |                     | Curta-metragem |
| 2004 | Estranho Inimigo                           |                     | Curta-metragem |
| 2004 | Nunca Houve uma Mulher como Gilda          |                     | Curta-metragem |
| 2006 | O Bem Aventurado                           |                     | Curta-metragem |
| 2007 | Mundo Animal                               |                     |                |
| 2008 | Bellini e o Demônio                        | Clarisse            |                |
| 2009 | Ouro Negro - A Saga do Petróleo Brasileiro | Luísa Gosch Martins |                |
| 2009 | Uma Mulher                                 |                     |                |
| 2009 | O Artista da Triste Figura                 |                     | Curta-metragem |

## Teatro
| Ano  | Título                              |
| ---- | ----------------------------------- |
| 2000 | Cenas de uma execução               |
| 2001 | Frisson                             |
| 2009 | O Lugar do Outro                    |
| 2014 | Closer                              |
| 2014 | Peça de Mobília                     |
| 2017 | Vox                                 |
| 2018 | O Terceiro Sinal                    |
| 2018 | Quero Morrer com Meu Próprio Veneno |

## Prêmios e indicações
| Ano  | Prêmio      | Categoria                  | Indicação | Resultado |
| ---- | ----------- | -------------------------- | --------- | --------- |
| 2022 | Prêmio APTR | Atriz em Papel Coadjuvante | Gaivota   | Indicada  |